# Nigel Thomas
Nigel Thomas (Rotterdam, 1º febbraio 2001) è un calciatore olandese, attaccante del Viborg.

## Carriera

### Club
Cresciuto nel settore giovanile del PSV, dal 2019 al 2022 ha totalizzato complessivamente 58 presenze e 8 reti con la squadra riserve.
L'8 luglio 2022 è stato acquistato dal Paços Ferreira, con cui ha firmato un contratto triennale. Ha esordito in Primeira Liga l'8 agosto successivo, in occasione dell'incontro perso per 1-0 sul campo del Gil Vicente.

### Nazionale
Dopo aver rappresentato le nazionali giovanili olandesi Under-15, Under-16 ed Under-17, nel 2021 è stato incluso dalla nazionale di Curaçao nella lista preliminare per la CONCACAF Gold Cup 2021, venendo poi escluso da quella definitiva.

## Statistiche

### Presenze e reti nei club
Statistiche aggiornate al 30 agosto 2022.
| Stagione        | Squadra         | Campionato      | Campionato | Campionato | Coppe nazionali | Coppe nazionali | Coppe nazionali | Coppe continentali | Coppe continentali | Coppe continentali | Altre coppe | Altre coppe | Altre coppe | Totale | Totale |
| Stagione        | Squadra         | Comp            | Pres       | Reti       | Comp            | Pres            | Reti            | Comp               | Pres               | Reti               | Comp        | Pres        | Reti        | Pres   | Reti   |
| --------------- | --------------- | --------------- | ---------- | ---------- | --------------- | --------------- | --------------- | ------------------ | ------------------ | ------------------ | ----------- | ----------- | ----------- | ------ | ------ |
| 2018-2019       | Jong PSV        | 1D              | 2          | 0          |                 | -               | -               |                    | -                  | -                  |             | -           | -           | 2      | 0      |
| 2019-2020       | Jong PSV        | 1D              | 3          | 0          |                 | -               | -               |                    | -                  | -                  |             | -           | -           | 3      | 0      |
| 2020-2021       | Jong PSV        | 1D              | 30         | 5          |                 | -               | -               |                    | -                  | -                  |             | -           | -           | 30     | 5      |
| 2021-2022       | Jong PSV        | 1D              | 23         | 3          |                 | -               | -               |                    | -                  | -                  |             | -           | -           | 23     | 3      |
| Totale Jong PSV | Totale Jong PSV | Totale Jong PSV | 58         | 8          |                 | -               | -               |                    | -                  | -                  |             | -           | -           | 58     | 8      |
| 2022-2023       | Paços Ferreira  | PL              | 4          | 0          | CP+CdL          | 0               | 0               |                    | -                  | -                  |             | -           | -           | 4      | 0      |
| Totale carriera | Totale carriera | Totale carriera | 62         | 8          |                 | 0               | 0               |                    | -                  | -                  |             | -           | -           | 62     | 8      |